# Ісаєв Микола Григорович
Ісаєв Микола Григорович (1822— 17 травня 1908) — військовий Російської імперії, полковник. Знайомий Тараса Шевченка, написав на нього донос.

## Життєпис
Народився у родині полтавського лікаря Григорія Ісаєва. Здобував військову освіту в Петровському Полтавському кадетському корпусі, який закінчив в 1846 році.
Служмв прапорщиком лінійного батальйону № 3 Окремого Оренбурзького корпусу. Восени-зимою 1849—1850 років познайомився з Тарасом Шевченком, який перебував солдатом того ж корпусу. У лютому 1850 року, Шевченко намалював портрет Ісаєва. Під час роботи над портретом Микола Ісаєв відвідував будинок квартермейстра Карла Герна, у якого жив Шевченко.
Молодий прапорщик завів роман з дружиною Карла Герна — Софією Миколаєвною. Коли Шевченко почув плітки про це, він дуже обурився поведінкою Софії Герн та вирішив викрити коханців. Це йому вдалося 25 квітня 1850 року на Страсну п'ятницю. В той день коли чоловік Софії Миколаєвни вийшов з будинку, до нього одразу зайшов Микола Ісаєв, однак Шевченко все це побачив і повернув Карла Герна. Разом вони виштовхнули прапорщика з подвір'я надававши йому стусанів.
Ісаєв помстився за «зраду» Шевченку, тим, що написав донос про порушення ним заборони писати і малювати. В результаті генерал-губернатор Володимир Обручов вжив низку жорстоких заходів стосовно Шевченка: обшук, арешт та відправлення до Орської фортеці. Це зірвало очікуване підвищення Шевченка в унтер-офіцерський чин.
Микола Ісаєв дослужився до звання полковника і повернувся на Полтавщіну. Служив військовим начальником Кобеляцького повіту.
Помер 17 травня 1908 року, похований на Старому кладовищі Полтави, могила не збереглася. У газеті «Полтавський листок» був опублікований некролог, де зазначалося, що між небіжчиком та Тарасом Шевченком сталося «непорозуміння».
Федір Лазаревський у своїх спогадах, стосовно епізоду зі звабленням Софії Герн, називав Ісаєва «юним Адонісом».
Карл Герн, у своїх спогадах про Шевченка, згадував, що донос написала «якась підлі людина». У коментараях до видання «Воспоминания о Тарасе Шевченко» зазначалося, що Герн безсумнівно знав, хто написав донос.